# Tipula (Eumicrotipula) wittei
Tipula (Eumicrotipula) wittei is een tweevleugelige uit de familie langpootmuggen (Tipulidae). De soort komt voor in het Neotropisch gebied.